# 박산로

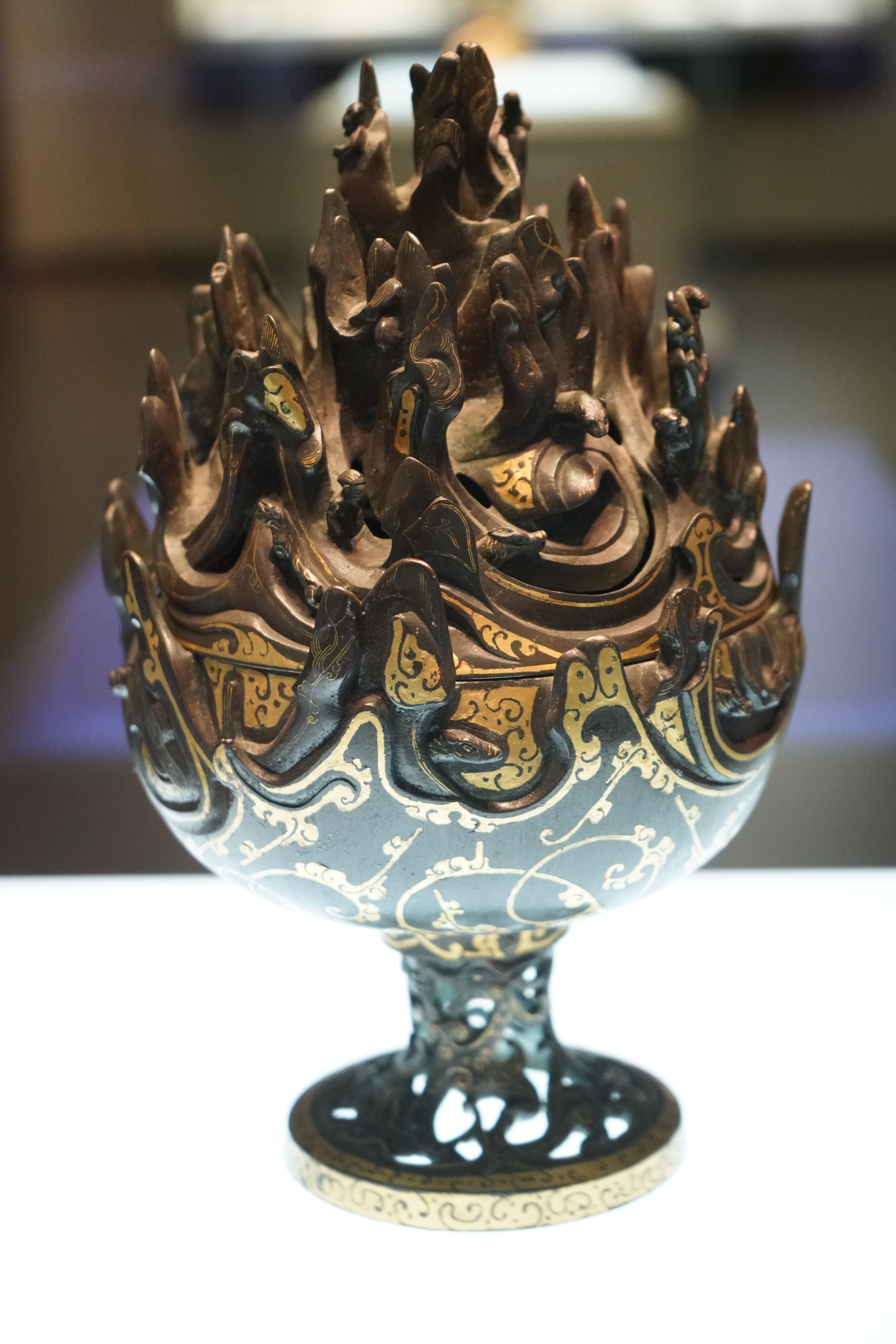
중산정왕 유승의 무덤에서 나온 박산로.

박산로(博山爐)는 동아시아에서 만들어진 향로의 한 형태다. 전체적으로 원뿔상인 산의 형상을 만들고 그 안에 구멍을 통하게 해서 향연기가 산에 깔리는 구름처럼 피어오르게 만들었다. 각종 동식물과 인물 조형을 추가해 디테일을 더하기도 한다. 한무제의 이복동생 중산정왕 유승의 무덤을 비롯한 전한 시대 고분에서부터 발견된다.
백제 금동대향로도 박산로의 일종이다.